# Receptor cannabinoide

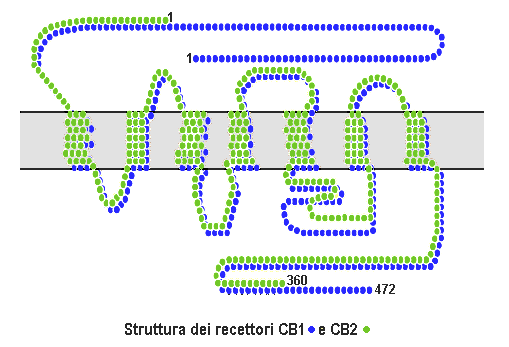
Estructuras CB_{1} y CB_{2.}

Los receptores cannabinoides, localizados a través del cuerpo, son parte del sistema endocannabinoide, el cual está involucrado en una variedad de procesos fisiológicos incluyendo el apetito, la sensibilidad al dolor, el humor y la memoria.
Los receptores cannabinoides son una clase de receptor de membrana celular bajo la familia de receptores acoplados a proteínas G, con sus característicos siete dominios transmembrana. Los receptores cannabinoides se activan por tres grupos principales de ligandos y endocannabinoides producidos por el cuerpo mamilar; cannabinoides de plantas (como el cannabidiol producido por la planta de cannabis) y cannabinoides sintéticos (como HU-210). Todos los endocannabinoides y los cannabinoides de la planta son lipofílicos, es decir, son solubles en grasas.
Actualmente hay dos subtipos de receptores cannabinoides, nombrados CB1 y CB2. El receptor CB1 se expresa principalmente en el  (sistema nervioso central o "SNC") pero también en los pulmones, hígado y riñones. El receptor CB2 se expresa principalmente en el sistema inmune y en células hematopoiéticas. Evidencia sugiere que hay receptores cannabinoides novel que no son, CB1 ni CB2, los cuales están expresados en células endoteliales y en SNC. En 2007, los cannabinoides que se unen al receptor acoplado de proteína G GPR55 en el cerebro fueron descritos.
La secuencia de proteínas de los receptores CB1 y CB2 son cerca del 44% parecidas. Cuando solo se consideran las regiones transmembranales de los receptores, la similitud de aminoácidos entre las dos subtipos de receptores es aproximadamente 68%. Además, variaciones menores en cada receptor han sido identificadas. Los cannabinoides se unen de manera reversible y son estereoselectivos al receptor cannabinoide. Los cannabinoides de subtipo selectivo han sido desarrollados pues –teóricamente– pueden tener ventajas para los tratamientos de enfermedades como la obesidad.

## CB1
Se piensa que los receptores cannabinoides de tipo 1 (CB1) son uno de los receptores de proteína G acoplada más expresados en el cerebro. Esto se debe a la supresión de inhibición inducida por depolarización mediada por los endocannabinoides, una forma muy común de una plasticidad de corto plazo en la cual la depolarización de una simple neurona induce una reducción en la neurotransmisión mediada por GABA. Los endocannabinoides liberados de la neurona post-sináptica depolarizada se unen a los receptores CB1 en la neurona pre-sináptica y causan una reducción en la liberación de GABA.
También se encuentran en otras partes del cuerpo, como el hígado. La activación del receptor CB1 incrementa la novo lipogenesis.
Un estudio del 2004 sugiere que los endocannabinoides y los receptores cannabinoides juegan un papel muy importante en el desarrollo pre y posnatal. En otro estudio reciente un grupo de investigadores combinaron microscopía estocástica de reconstrucción óptica (STORM) y patch clamp (técnica de mediación de membranas) para poder ver la distribución de C di en una nanoescala con increíble resolución.

## CB2
Los receptores CB2 se expresan principalmente en células T del sistema inmune, macrófagos y células B y en las células hematopoiéticas. También funcionan en queratinocitos expresadas en terminales nerviosas periféricas. Estos receptores juegan un papel importante en la antinocicepción o el alivio del dolor. En el cerebro, están expresados principalmente en células microgliales, donde su rol permanece incierto. Mientras que lo objetivos celulares más probables y ejecutores de los efectos de los receptores CB2 de endocannabinoides o agonistas sintéticos son las células inmunes y las células derivadas de las inmunes (leucocitos, varias poblaciones de linfocitos T Y B, monocitos/macrófagos, células dendítricas, mastocitos, microglia en el cerebro, células Kupfer en el hígado, etc.). El número de objetivos celulares potenciales se está expandiendo y ahora incluye células endoteliales y de músculo suave, fibroblastos de varios orígenes, cardiomiocitos y ciertos elementos neuronales de los sistemas nerviosos central y periférico.

## Otros receptores cannabinoides
La existencia de receptores cannabinoides adicionales ha sido supuesta desde hace algún tiempo, debido a las acciones de compuestos como cannabidiol anormal que produce efectos similares al cannabidiol en la presión sanguínea, inflamación y la inactivación a los receptores CB1 o CB2. Una investigación reciente sugiere fuertemente que el receptor N-araquidonoil glycina (NAGly), GPR18 es la identidad molecular del receptor cannabidiol anormal y además sugiere que NAGly, el metabolito lipídico endógeno de la anandamida (también conocida como araquidonoiletanolamida or AEA), inicia la migración directa microglial en el SNC a través de la activación de GPR18. Otros estudios de biología molecular han sugerido que el receptor huérfano GPR55 debería, en efecto, ser caracterizados como receptor cannabinoide, en la base de la secuencia homóloga del sitio de unión. Estudios subsecuentes mostraron que GPR55 si responde, de hecho a ligandos cannabinoides. Este perfil, un receptor distinto que no es CB1/CB2  que responde a una variedad de ligandos cannabinoides endógenos y exógenos, ha llevado a algunos grupos a sugerir que GPR55 debe ser categorizada como el receptor CB3. Sin embargo, esto se complica por el hecho de que otro receptor cannabinoide ha sido descubierto en el hipocampo, aunque su gen no ha sido clonado todavía sugiriendo que puede haber por lo menos dos receptores cannabinoides más por descubrir. GPR119 ha sido sugerido como quintos posible receptor cannabinoide.

## Señalización
Los receptores cannabinoides se activan por los cannabinoides generados naturalmente dentro del cuerpo (endocannabinoides) o los introducidos al cuerpo como el cannabis, o un compuesto sintético relacionado.
Una vez activado el receptor, se activan múltiples rutas de transducciones de señal intracelular. Al principio se pensaba que los receptores cannabinoides inhibían la enzima adenilato ciclasa (y por lo tanto la producción de la molécula segunda mensajera AMPc) e influenciaban positivamente por rectificación hacia los canales de potasio (=Kir or IRK). Sin embargo, una visión mucho más compleja ha aparecido en diferentes tipos de células, implicando otros canales de iones de potasio, canales de calcio, proteína quinasa A y C, Raf-1, ERK, JNK, p38, c-fos, c-jun, entre otros
La separación entre los efectos indeseados terapéuticos psicotrópicos y los que se buscan clínicamente, sin embargo, no ha sido reportada con agonistas que se unen a receptores cannabinoides. El THC, al igual que los dos compuestos endógenos principales identificados —anandamida and 2-arachidonylglycerol (2-AG)— producen la mayoría de los efectos al unirse a los receptores de cannabinoides CB1  CB2. Mientras que los efectos mediados por CB1, mayormente en el sistema nervioso central han sido investigados a fondo, los efectos del CB2 no están bien definidos.

## Fisiología

### Actividad gastrointestinal
La inhibición de actividad gastrointestinal ha sido observada después de la administración del  Δ9-THC o de la anandamida. Este efecto se ha asumido ser mediado por CB1 ya que el antagonista específico CB1, SR 141716A (Rimonabant) bloquea el efecto.

### Actividad cardiovascular
Estudios recientes han sugerido que la activación de los receptores CB1 en cardiomiocitos humanos y roedores, la arteria coronaria endotelial y células inflamatorias

### Huesos
El sistema endocannabinoide juega un papel clave en el mantenimiento de la masa ósea a través de la señalización de CB2. Se expresa en osteoblastos, osteocitos y osteoclastos. Los Agonistas CB2 mejoran el número de ostoblastos endocorticales y actividad mientras que restringe la osteoclastogénesis trabecular. Otro efecto importante es que los Agonistas de CB2 atenúan ovariectomía inducida por la pérdida de hueso, mientras que el espesor cortico. Estos descubrimientos sugieren que CB2 ofrece un objetivo molecular potencial para el diagnóstico y tratamiento de osteoporosis.

## Tratamiento con cannabinoides
Las preparaciones de cannabis han sido conocidas como agentes terapéuticos contra varias enfermedades por milenios. El compuesto psicoactivo tetrahydrocannabinol (THC) fue encontrado como el principal mediador de los efectos del cannabis. El THC sintético se prescribe hoy en día, bajo el INN dronabinol o el nombre de la marca Marinol, para tratar vómitos y mejorar el apetito, principalmente en pacientes con sida.
Varios cannabinoides sintéticos han mostrado poder unirse al receptor CB2 con una mayor afinidad que al receptor CB1. La mayoría de estos compuestos exhiben solo selectividad modesta. Uno de los compuestos descritos, un cannabinoide clásico de tipo THC, L-759,656, en el cual el grupo fenólico se bloquea como un metil éter, tiene una proporción de unión a CB1/CB2  > 1000. La farmacología de estos agonistas aún no ha sido descrita.
Ciertos tumores, especialmente gliomas, expresan receptores CB2. Los agonistas selectivos de CB2 son efectivos en el tratamiento del dolor, enfermedades inflamatorias (en modelos animales), osteoporosis y ateroesclerosis. Los antagonistas selectivos de CB1 han sido usados previamente para la reducción de peso y dejar de fumar [ver Rimonabant]. La activación de CB1 proporciona neuroprotección después de una lesión cerebral.

## Ligandos

### Afinidad de unión y selectividad de los ligandos cannabinoides
|                              | CB1 afinidad (Ki) | Eficacia hacia CB1 | CB2 afinidad (Ki) | Eficacia hacia CB2 | Tipo       | Referencias |
| ---------------------------- | ----------------- | ------------------ | ----------------- | ------------------ | ---------- | ----------- |
| Anandamida                   | 78nM              | Agonista completo  | 370nM             | ?                  | Endógeno   |             |
| N-Araquidonoil dopamina      | ?                 | Agonista           | ?                 | ?                  | Endógeno   |             |
| 2-Arachidonoylglycerol       | ?                 | Agonista completo  | ?                 | ?                  | Endógeno   |             |
| 2-Arachidonyl glyceryl ether | 21 nM             | Agonista completo  | 480nM             | Agonista completo  | Endógeno   |             |
| Δ-9-Tetrahydrocannabinol     | 10nM              | Agonista parcial   | 24nM              | Agonista parcial   | Fitogénico | [ 40 ]      |
| EGCG                         | 33.6μM            | Agonista           | >50μM             | ?                  | Fitogénico |             |
| Yangonin                     | 0.72 μM           | ?                  | > 10 μM           | ?                  | Fitogénico | [ 41 ]      |
| AM-1221                      | 52.3nM            | Agonista           | 0.28nM            | Agonista           | Sintético  |             |
| AM-1235                      | 1.5nM             | Agonista           | 20.4nM            | Agonista           | Sintético  |             |
| AM-2232                      | 0.28nM            | Agonista           | 1.48nM            | Agonista           | Sintético  |             |
| UR-144                       | 150nM             | Agonista completo  | 1.8nM             | Agonista completo  | Sintético  | [ 42 ]      |
| JWH-007                      | 9.0nM             | Agonista           | 2.94nM            | Agonista           | Sintético  | [ 43 ]      |
| JWH-015                      | 383nM             | Agonista           | 13.8nM            | Agonista           | Sintético  | [ 43 ]      |
| JWH-018                      | 9.00 ± 5.00 nM    | Agonista completo  | 2.94 ± 2.65 nM    | Agonista completo  | Sintético  | [ 43 ]      |